# ماي هوارد جاكسون
ماي هوارد جاكسون (بالإنجليزية: May Howard Jackson)‏ هي نحّاتة أمريكية، ولدت في 7 سبتمبر 1877 في فيلادلفيا في الولايات المتحدة، وتوفيت في 1931.